# Rétrécissement de la valve pulmonaire
 (février 2024).
La mise en forme du texte ne suit pas les recommandations de Wikipédia : il faut le « wikifier ».
Les points d'amélioration suivants sont les cas les plus fréquents. Le détail des points à revoir est peut-être précisé sur la page de discussion.
- Les titres sont pré-formatés par le logiciel. Ils ne sont ni en capitales, ni en gras.
- Le texte ne doit pas être écrit en capitales (les noms de famille non plus), ni en gras, ni en italique, ni en « petit »…
- Le gras n'est utilisé que pour surligner le titre de l'article dans l'introduction, une seule fois.
- L'italique est rarement utilisé : mots en langue étrangère, titres d'œuvres, noms de bateaux, etc.
- Les citations ne sont pas en italique mais en corps de texte normal. Elles sont entourées par des guillemets français : « et ».
- Les listes à puces sont à éviter, des paragraphes rédigés étant largement préférés. Les tableaux sont à réserver à la présentation de données structurées (résultats, etc.).
- Les appels de note de bas de page (petits chiffres en exposant, introduits par l'outil «  Source ») sont à placer entre la fin de phrase et le point final[comme ça].
- Les liens internes (vers d'autres articles de Wikipédia) sont à choisir avec parcimonie. Créez des liens vers des articles approfondissant le sujet. Les termes génériques sans rapport avec le sujet sont à éviter, ainsi que les répétitions de liens vers un même terme.
- Les liens externes sont à placer uniquement dans une section « Liens externes », à la fin de l'article. Ces liens sont à choisir avec parcimonie suivant les règles définies. Si un lien sert de source à l'article, son insertion dans le texte est à faire par les notes de bas de page.
- La présentation des références doit suivre les conventions bibliographiques. Il est recommandé d'utiliser les modèles {{Ouvrage}}, {{Chapitre}}, {{Article}}, {{Lien web}} et/ou {{Bibliographie}}. Le mode d'édition visuel peut mettre en forme automatiquement les références.
- Insérer une infobox (cadre d'informations à droite) n'est pas obligatoire pour parachever la mise en page.

Pour une aide détaillée, merci de consulter Aide:Wikification.
Si vous pensez que ces points ont été résolus, vous pouvez retirer ce bandeau et améliorer la mise en forme d'un autre article.
 Mise en garde médicale
Le rétrécissement de la valve pulmonaire, ou sténose valvulaire pulmonaire (SVP), est un trouble valvulaire cardiaque. Le sang allant du cœur aux poumons passe par la valvule pulmonaire, dont le but est d'empêcher le sang de refluer vers le cœur. Dans le cas du rétrécissement valvulaire pulmonaire, cette ouverture est trop étroite, ce qui entraîne une réduction du flux sanguin vers les poumons,.
Bien que la cause la plus fréquente de sténose valvulaire pulmonaire soit une cardiopathie congénitale, elle peut également être due à une tumeur carcinoïde maligne. La sténose de l'artère pulmonaire et la sténose valvulaire pulmonaire sont des formes de sténose pulmonaire (respectivement non valvulaire et valvulaire) mais la sténose valvulaire pulmonaire représente 80 % des sténoses pulmonaires. Le SVP a été la principale découverte qui a conduit Jacqueline Noonan à identifier le syndrome aujourd'hui appelé syndrome de Noonan.
L'épidémiologie des sténoses valvulaires pulmonaires peut être résumée par l'aspect congénital qui constitue la majorité des cas, le SVP étant un trouble cardiaque rare dans la population générale.

## Cas généraux de rétrécissement et sténose valvulaire pulmonaire

### Symptômes et signes

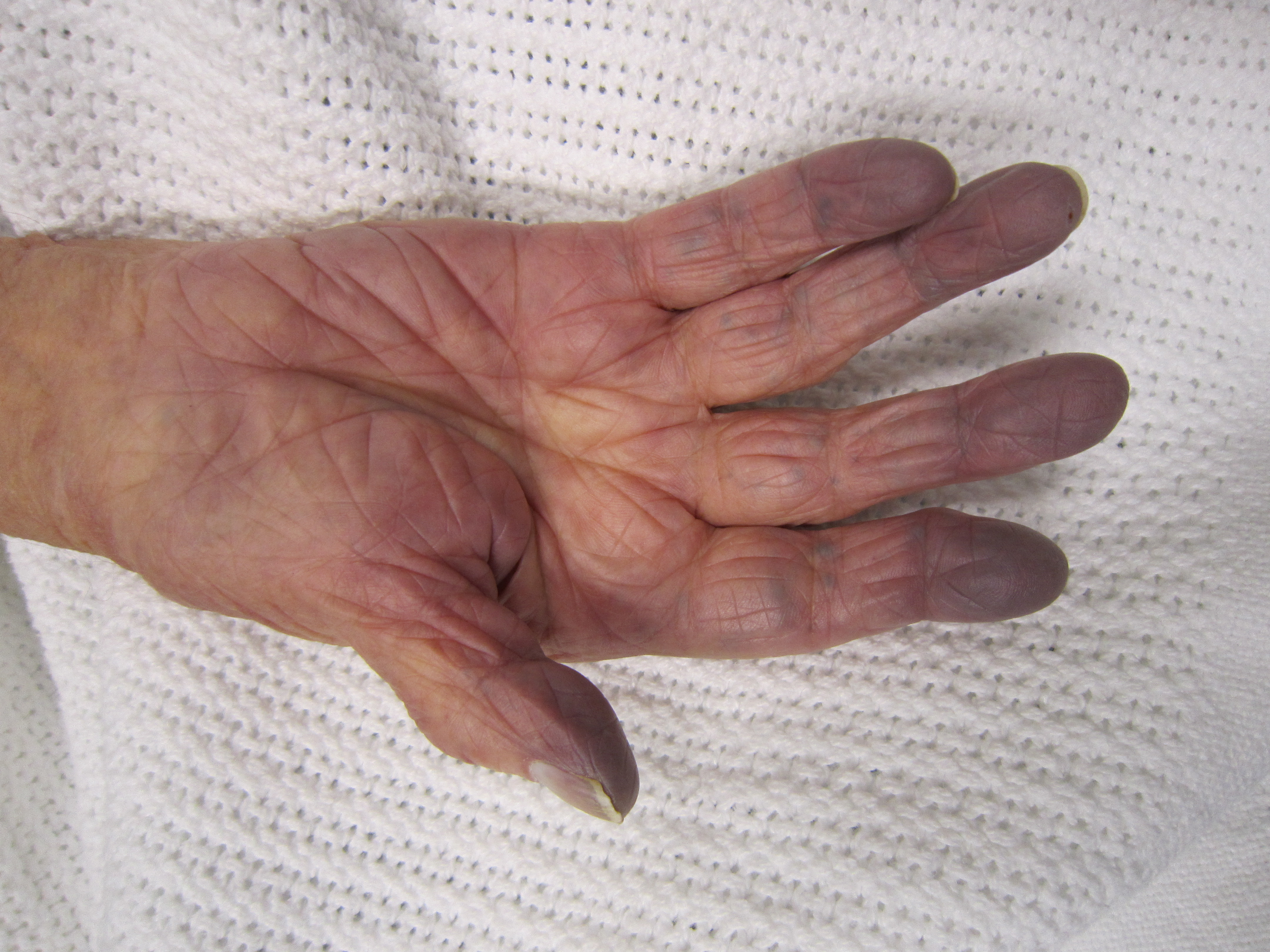
Cyanose

Parmi certains des symptômes compatibles avec une sténose valvulaire pulmonaire figurent les suivants :
- Souffle au coeur
- Cyanose
- Dyspnée
- Vertiges
- Douleur dans le haut du thorax
- Troubles du développement

### Causes
En ce qui concerne la cause de la sténose valvulaire pulmonaire, un pourcentage très élevé est congénitale, le flux ventriculaire droit est entravé (ou obstrué par cela). La cause, à son tour, se divise en : valvulaire, externe et intrinsèque (lorsqu'elle est acquise).

### Physiopathologie
La physiopathologie de la sténose valvulaire pulmonaire consiste en ce que les feuillets valvulaires deviennent trop épais (donc ne se séparent pas les uns des autres), ce qui peut provoquer une pression pulmonaire élevée et une hypertension pulmonaire. Cela ne signifie cependant pas que la cause est toujours congénitale.
Le ventricule gauche peut être modifié physiquement, ces changements sont le résultat direct de l'hypertrophie ventriculaire droite. Une fois l’obstruction maîtrisée, il (le ventricule gauche) peut revenir à la normale.

### Diagnostic
Le diagnostic de sténose valvulaire pulmonaire peut être posé par auscultation stéthoscopique du cœur, qui peut révéler un souffle d'éjection systolique mieux entendu au niveau du deuxième espace intercostal gauche. L'échocardiographie transthoracique ou transœsophagienne peut fournir un diagnostic plus précis. L'échographie obstétricale peut être utile pour le diagnostic in utero de la sténose valvulaire pulmonaire et d'autres anomalies cardiovasculaires congénitales telles que la tétralogie de Fallot.
D'autres conditions à prendre en compte dans le diagnostic différentiel de la sténose valvulaire pulmonaire comprennent la sténose infundibulaire et la sténose de l'artère pulmonaire.

### Traitement
En termes de traitement de la sténose valvulaire pulmonaire, le remplacement valvulaire ou la réparation chirurgicale (selon que la sténose est dans la valvule ou dans le vaisseau) peut être indiqué. Si la sténose valvulaire est d'origine congénitale, la valvuloplastie par ballonnet est une autre option, selon les cas. Les valves fabriquées à partir de tissus animaux ou humains (sont utilisées pour le remplacement des valves), chez les adultes, des valves métalliques peuvent être utilisées,.

## Cas de rétrécissement et sténose valvulaire pulmonaire congénitale
Dans certains cas, une sténose est un terme employé pour désigner les anomalies congénitales du cœur en rapport avec un rétrécissement de la voie d'éjection du ventricule droit du cœur. L'origine de cette pathologie est soit une fusion des trois valves de la sigmoïde pulmonaire, une hypoplasie de la voie d'éjection ventriculaire et/ou de l'artère pulmonaire ou une dysplasie de la sigmoïde pulmonaire.
Cette pathologie peut être en rapport avec une rubéole congénitale, un syndrome de Williams, un syndrome de Turner, un syndrome de Costello ou un syndrome de Noonan.
Ce type de sténose entraîne une hypertrophie du ventricule droit et une dilatation post-sténotique de l'artère pulmonaire qui est rarement présente avant la naissance.
Cette cardiopathie congénitale est relativement fréquente puisque celle-ci est estimée à 1 sur 1 500 naissances. De nombreuses formes légères ne sont diagnostiquées que plusieurs mois après la naissance. Cette pathologie se rencontrerait chez 5 % à 10 % des enfants dans un service de cardiologie infantile.

### Diagnostic

#### Anténatal

##### Aspects échographiques avant la naissance
Le diagnostic anténatal est possible bien que plusieurs études montrent un taux de détection de cette pathologie inférieure à 10 %. Dans une étude récente norvégienne, le taux de détection de la sténose pulmonaire est de 25 % (1 sur 4) et de 100 % pour l'atrésie (4 sur 4) mais il s'agit d'une étude faite dans un centre hospitalier de référence. La sténose pulmonaire étant une des cardiopathies ayant un des plus faibles taux de détection avec la sténose de l'aorte et le retour veineux pulmonaire anormal total.
En fonction de la gravité, un diagnostic anténatal est possible sur les signes suivants :
- Hypertrophie du ventricule droit ;
- Hypertrophie de l'oreillette droite ;
- Diamètre de l'artère pulmonaire inférieure à celui de l'aorte ;
- L'étude du flux vasculaire en Doppler couleur constate une turbulence post-sténotique, une régurgitation au niveau de la tricuspide et souvent un flux inversé (reversed flow) du canal artériel.

Le diagnostic différentiel principal, in utero, de cette pathologie est la tétralogie de Fallot.

##### Gestion de la grossesse
En fonction de la sévérité de la pathologie, une insuffisance cardiaque congestive est possible avec apparition d'un hydrops fœtal et mort in utero. Bien que l'association entre une sténose pulmonaire et des anomalies chromosomiques soit rare, une étude du caryotype avec recherche de microdélétion pourra être effectuée. L'accouchement devra se faire dans un centre disposant d'un service avec cardiopédiatre.

##### Prise en charge du nouveau-né
Dès la naissance, l'enfant est mis sous perfusion de prostaglandine pour empêcher la fermeture du canal artériel et maintenir une perfusion pulmonaire.

#### Postnatal
Le tableau clinique d'un enfant porteur d'une atrésie pulmonaire est celui d'une cardiopathie cyanogène réfractaire à l'oxygénation dès les premiers instants de vie. À l'arrêt de la circulation fœtale, le canal artériel se ferme et les poumons ne reçoivent plus de sang à oxygéner, raison pour laquelle toute augmentation de la quantité d'oxygène inhalée ne traite pas l'hypoxémie. Un shunt droite-gauche s'installe si un orifice interventriculaire persiste.
L'enfant se présente cyanosé à la naissance même avec la mise sous cloche à oxygène.